# Tour des Fjords
Tour des Fjords – wielodniowy wyścig kolarski rozgrywany w Norwegii w latach 2013–2018. Posiadał kategorię 2.HC i zaliczał się do cyklu UCI Europe Tour.

## Zwycięzcy
Opracowano na podstawie:
| Rok  | Pierwsze             | Drugie               | Trzecie            |
| ---- | -------------------- | -------------------- | ------------------ |
| 2013 | Siergiej Czerniecki  | Lars Petter Nordhaug | Zico Waeytens      |
| 2014 | Alexander Kristoff   | Magnus Cort Nielsen  | Jérôme Baugnies    |
| 2015 | Marco Haller         | Søren Kragh Andersen | Michael Olsson     |
| 2016 | Alexander Kristoff   | Michael Schär        | Nick van der Lijke |
| 2017 | Edvald Boasson Hagen | Dries Van Gestel     | Timo Roosen        |
| 2018 | Michael Albasini     | Bjorg Lambrecht      | Pim Ligthart       |